# Smålands runinskrifter 39
Ryssbystenen (Sm 39) är en vikingatida runsten av medelkornig gnejs som är belägen vid Ryssby kyrka i Småland. Stenen är 2,5 m hög, ca 95 cm bred och 25 cm tjock. Ristningen finns på stenens framsida och högra smalsida. Runorna är mellan 13 och 21 cm höga, och har huggits djupt (ca. 10 mm), vilket oskadade partier vittnar om.

## Historia
Runstenen upptäcktes 1844 när den gamla kyrkan på platsen skulle rivas, men murades emellertid in i den nya kyrkan. Kyrkoherden A. B. Lindroth hann dock rita av stenen innan den murades in, samt meddelade eftervärlden var den kunde hittas (till höger om södra kyrkodörren nära fotmuren). 1963 anhöll den dåvarande kyrkoherden B. Bexell om att få ta ut runstenen ur kyrkomuren, vilket också gjordes den 14 oktober 1964 av preparator R. Wibeck och hemmansägaren Helge Johansson. Det visade sig att stenen var relativt oskadd, och den restes på kyrkogården.

## Inskriften
Translitterering av runraden:
§A : kuni : sati : stin : þana : iftiʀ 
§B : suna : faþr : sin : milan : u... ... mataʀ kuþa... :
Normalisering till runsvenska:
§A Gunni satti stæin þenna æftiʀ 
§B Suna, faður sinn, mildan o[rða ok] mataʀ goða[n].
Översättning till nusvenska:
Gunne satte denna sten till minne av Sune, sin fader, mild i ord, och frikostig på mat.